# Heliane
Heliane est un prénom féminin allemand.

## Personnalités portant le prénom Heliane
- Pour l'ensemble des articles sur les personnes portant ce prénom, consulter :
  - la liste des articles dont le titre commence par ce prénom
  - les listes produites par Wikidata : Liste des personnes de prénom « Heliane » — même liste en incluant les éventuels prénoms composés qui contiennent « Heliane ».